# Halinema acanthurum
Halinema acanthurum är en rundmaskart som först beskrevs av Nathan Augustus Cobb 1920.  Halinema acanthurum ingår i släktet Halinema och familjen Linhomoeidae. Inga underarter finns listade i Catalogue of Life.